# هاري شابن
هاري شابن (بالإنجليزية: Harry Chapin) هو عازف بيانو وكاتب أغاني وعازف قيثارة ومغني ومغن مؤلف وموسيقي أمريكي، ولد في 7 ديسمبر 1942 في بروكلين في الولايات المتحدة، وتوفي في 16 يوليو 1981 في نيويورك في الولايات المتحدة.

## وصلات خارجية
- الموقع الرسمي
- هاري شابن على موقع IMDb (الإنجليزية)
- هاري شابن على موقع الموسوعة البريطانية (الإنجليزية)
- هاري شابن على موقع ميوزك برينز (الإنجليزية)
- هاري شابن على موقع رولينغ ستون (الإنجليزية)
- هاري شابن على موقع قاعدة بيانات برودواي على الإنترنت (الإنجليزية)
- هاري شابن على موقع إن إن دي بي (الإنجليزية)
- هاري شابن على موقع أول ميوزيك (الإنجليزية)
- هاري شابن على موقع ديسكوغز (الإنجليزية)
- هاري شابن على موقع قاعدة بيانات الفيلم (الإنجليزية)